# Juan Carlos da Espanha
Juan Carlos I, ou João Carlos I (nome pessoal em castelhano: Juan Carlos Alfonso Víctor María de Borbón y Borbón-Dos Sicilias; Roma, 5 de janeiro de 1938 ) foi o Rei da Espanha de 1975 até sua abdicação em 2014. Após sua renúncia, ele continua a usar o título de rei com caráter honorário, mantendo o tratamento de "Sua Majestade", e tornou-se Capitão General das Forças Armadas na reserva, embora sem exercer funções constitucionais. Na Espanha, desde sua abdicação, Juan Carlos geralmente é chamado de "rei emérito" (rey emérito) pela imprensa.
Juan Carlos é filho do Infante D. João, Conde de Barcelona, e neto de Afonso XIII, o último rei da Espanha antes da abolição da monarquia em 1931 e da subsequente proclamação da Segunda República Espanhola. Nasceu em Roma, Itália, durante o exílio da sua família. Francisco Franco assumiu o governo da Espanha após a sua vitória na Guerra Civil Espanhola em 1939; contudo, em 1947, foi reafirmado o estatuto monárquico do país e aprovada uma lei que permitia a Franco escolher o seu sucessor. O pai de Juan Carlos reivindicou os seus direitos ao trono após a morte do rei Afonso XIII, em fevereiro de 1941. No entanto, Franco considerava-o demasiado liberal e, em 1969, designou Juan Carlos como seu sucessor enquanto chefe de Estado.
Juan Carlos passou os seus primeiros anos de vida em Itália e veio para Espanha em 1947 para prosseguir os estudos. Concluídos os estudos secundários em 1955, iniciou a formação militar na Academia Militar Geral de Saragoça. Posteriormente, frequentou a Escola Naval Militar e a Academia Geral do Ar, tendo terminado os estudos superiores na Universidade de Madrid. Em 1962, casou-se em Atenas com a Princesa Sofia da Grécia e Dinamarca. O casal teve três filhos: Elena, Cristina e Filipe. Devido à idade avançada e ao declínio da saúde de Franco, então afetado pela doença de Parkinson, Juan Carlos começou a exercer pontualmente funções de chefe de Estado a partir do verão de 1974. Em novembro do ano seguinte, com a morte de Franco, Juan Carlos tornou-se rei.
Esperava-se que Juan Carlos desse continuidade ao legado franquista, mas, ao invés, implementou reformas que levaram ao desmantelamento do regime e ao início da transição democrática espanhola. Esse processo culminou na aprovação, por referendo, da Constituição espanhola de 1978, que restaurou a monarquia constitucional. Em 1981, teve um papel decisivo na neutralização de um golpe de Estado que pretendia restaurar o franquismo em seu nome. Em 2008, foi considerado o líder mais popular de toda a Ibero-América. Apesar de ser aclamado pelo seu papel na transição para a democracia, a reputação do rei e da monarquia deteriorou-se nos anos seguintes, devido a polémicas envolvendo a sua família, agravadas por uma viagem de caça a elefantes que realizou durante uma crise económica em Espanha.
Em junho de 2014, Juan Carlos abdicou em favor do seu filho, que subiu ao trono como Filipe VI. Desde agosto de 2020, Juan Carlos vive em exílio autoimposto fora da Espanha, devido a alegadas ligações impróprias a negócios na Arábia Saudita. Segundo estimativas do The New York Times em 2014, a fortuna de Juan Carlos ascendia a cerca de 1,8 mil milhões de euros (2,3 mil milhões de dólares).

## Início de vida
Nascido em Roma, Itália, onde seu avô paterno, o rei Afonso XIII, e a família real espanhola estavam exilados. Filho do Infante João, Conde de Barcelona e de sua esposa e prima, a Princesa Maria das Mercedes de Bourbon-Duas Sicílias, foi baptizado com os nomes de Juan Carlos Alfonso Víctor María pelo Cardeal Eugenio Pacelli, o futuro Papa Pio XII. Através de sua avó paterna, a rainha Vitória Eugénia de Battenberg, Juan Carlos era um bisneto da rainha Vitória do Reino Unido.
A infância e juventude de Juan Carlos foram largamente moldadas pelas considerações políticas do seu pai e do general Francisco Franco. Em 1948, mudou-se para Espanha, a fim de prosseguir os estudos, após o seu pai ter convencido Franco a permitir tal decisão. Iniciou a sua formação em San Sebastián e concluiu os estudos secundários, em 1954, no Instituto San Isidro, em Madrid. Posteriormente, ingressou no exército, realizando a sua formação de oficial entre 1955 e 1957 na Academia Militar de Saragoça. Segundo a sua irmã Pilar, enfrentou dificuldades nos estudos devido à dislexia.
Juan Carlos tem duas irmãs: a Infanta Pilar, Duquesa de Badajoz (1936-2020); e a Infanta Margarida, Duquesa de Sória (nascida em 1939). Teve ainda um irmão mais novo, o Infante Afonso (1941-1956). A forma como o seu nome passou a ser oficialmente apresentado — "Juan Carlos", correspondendo ao primeiro e segundo nomes do seu batismo — foi uma escolha imposta por Francisco Franco. No círculo familiar, era tratado simplesmente por Juan ou Juanito.
Em 1954, participou com os seus pais e com a irmã Pilar numa viagem marítima organizada pela Rainha Frederica e pelo Rei Paulo da Grécia, que ficou conhecida como o “Cruzeiro dos Reis”, e que reuniu mais de uma centena de membros das casas reais europeias. Durante esta viagem, Juan Carlos conheceu pela primeira vez a filha dos anfitriões, Sofia, então com 15 anos de idade, que viria a ser sua futura esposa. Na época, Juan Carlos mantinha um relacionamento amoroso com a princesa Maria Gabriela de Saboia, filha do último rei da Itália, Humberto II. Contudo, para o o Franco, Maria Gabriela não parecia "adequada". Considerava que ela recebera uma educação excessivamente cosmopolita, liberal e "moderna".

### Morte do irmão

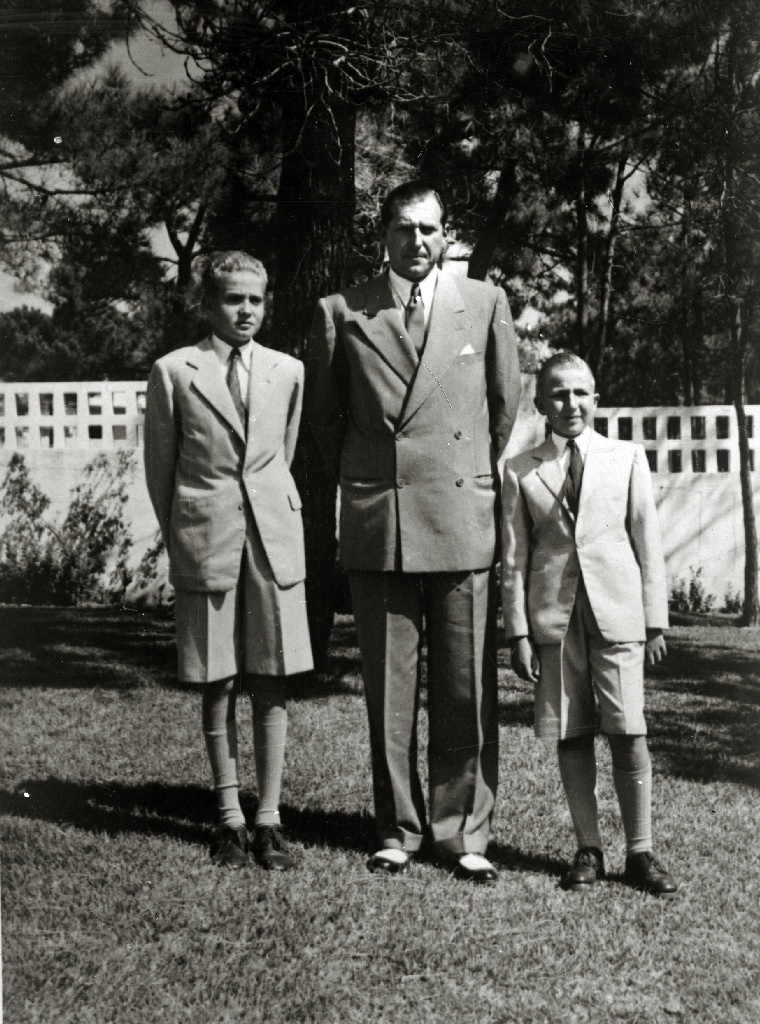
Juan Carlos com o seu pai e o seu irmão Afonso, em 1950.

Na noite de Quinta-feira Santa, 29 de março de 1956, o Infante Afonso faleceu na sequência de um acidente com arma de fogo ocorrido na residência da família, a Villa Giralda, no Estoril, na Riviera Portuguesa. A Embaixada da Espanha em Portugal emitiu então o seguinte comunicado oficial:
| “ | Enquanto Sua Alteza o Príncipe Afonso limpava um revólver, na noite passada, juntamente com o seu irmão, ocorreu um disparo que o atingiu na testa, provocando-lhe a morte em poucos minutos. O acidente teve lugar às 20h30, após o regresso do Infante da cerimónia religiosa de Quinta-feira Santa, durante a qual recebera a sagrada comunhão. | ” |

Na manhã desse mesmo dia, Afonso vencera um torneio local de golfe juvenil, tendo posteriormente assistido à missa vespertina. Ao regressar a casa, subiu apressadamente ao quarto para se encontrar com o seu irmão Juan Carlos, que regressara de licença da escola militar para as férias da Páscoa. Ambos, Juan Carlos, com 18 anos, e Afonso, com 14, estariam alegadamente a manusear uma pistola automática Star Bonifacio Echeverria calibre .22LR, pertencente a Afonso. Como se encontravam sozinhos no quarto, as circunstâncias do disparo que vitimou o Infante permanecem pouco claras. Segundo o testemunho de Josefina Carolo, costureira da mãe de Juan Carlos, este teria apontado a arma a Afonso e puxado o gatilho, desconhecendo que a mesma se encontrava carregada. Bernardo Arnoso, amigo português de Juan Carlos, afirmou igualmente que este lhe dissera ter disparado acidentalmente a arma, sem saber que estava carregada, acrescentando que o projétil teria ricocheteado numa parede, atingindo Afonso no rosto. A escritora grega Helena Matheopoulos, que conversou com a irmã dos infantes, Pilar, relatou que Afonso estaria fora do quarto e, ao regressar, ao empurrar a porta, esta terá batido no braço de Juan Carlos, provocando o disparo acidental da arma.
Ao tomar conhecimento do sucedido, o Conde de Barcelona terá agarrado Juan Carlos pelo pescoço, gritando-lhe furiosamente: "Jura-me que não o fizeste de propósito!" Dois dias depois, o Conde enviou o filho de volta à academia militar. Com base numa posterior declaração da mãe de Juan Carlos, o historiador Paul Preston argumenta que o conteúdo do depoimento sugere que Juan Carlos terá efetivamente apontado a arma a Afonso, aparentemente sem saber que esta se encontrava carregada, e puxado o gatilho.

### Educação
Em 1957, Juan Carlos passou um ano na Escola Naval de Marín, em Pontevedra, e outro na Escola da Força Aérea em San Javier, na província de Múrcia. Entre 1960 e 1961, frequentou a Universidade Complutense de Madrid, onde estudou Direito, Economia Política Internacional e Finanças Públicas. Posteriormente, passou a residir no Palácio da Zarzuela e iniciou o desempenho de funções oficiais.

### Casamento

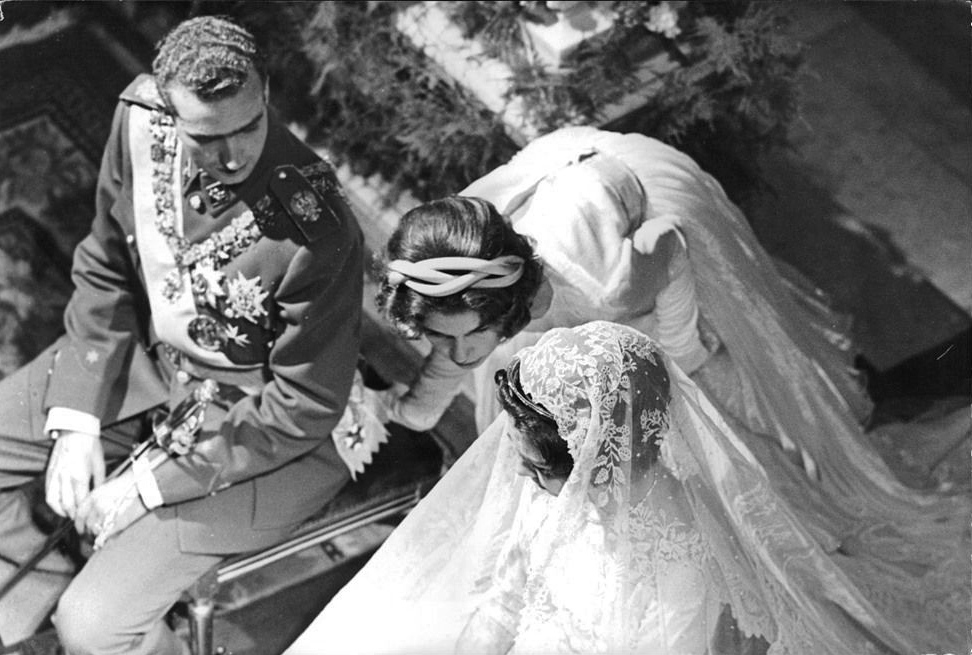
Juan Carlos e Sofia durante a cerimónia de casamento, em 1962.

Juan Carlos casou-se em 14 de maio de 1962 com a Princesa Sofia da Grécia e Dinamarca, filha do Rei Paulo da Grécia. A cerimónia realizou-se, em primeiro lugar, segundo o rito católico romano, na Igreja de São Dinis, seguida de uma cerimónia segundo o rito ortodoxo grego, na Catedral Metropolitana de Atenas. A princesa Sofia converteu-se da fé Ortodoxa Grega ao Catolicismo Romano. Do casamento nasceram três filhos: 
1. Infanta Elena, Duquesa de Lugo (nascida em 20 de dezembro de 1963)
2. Infanta Cristina (nascida em 13 de junho de 1965)
3. Rei Filipe VI da Espanha (nascido em 30 de janeiro de 1968)

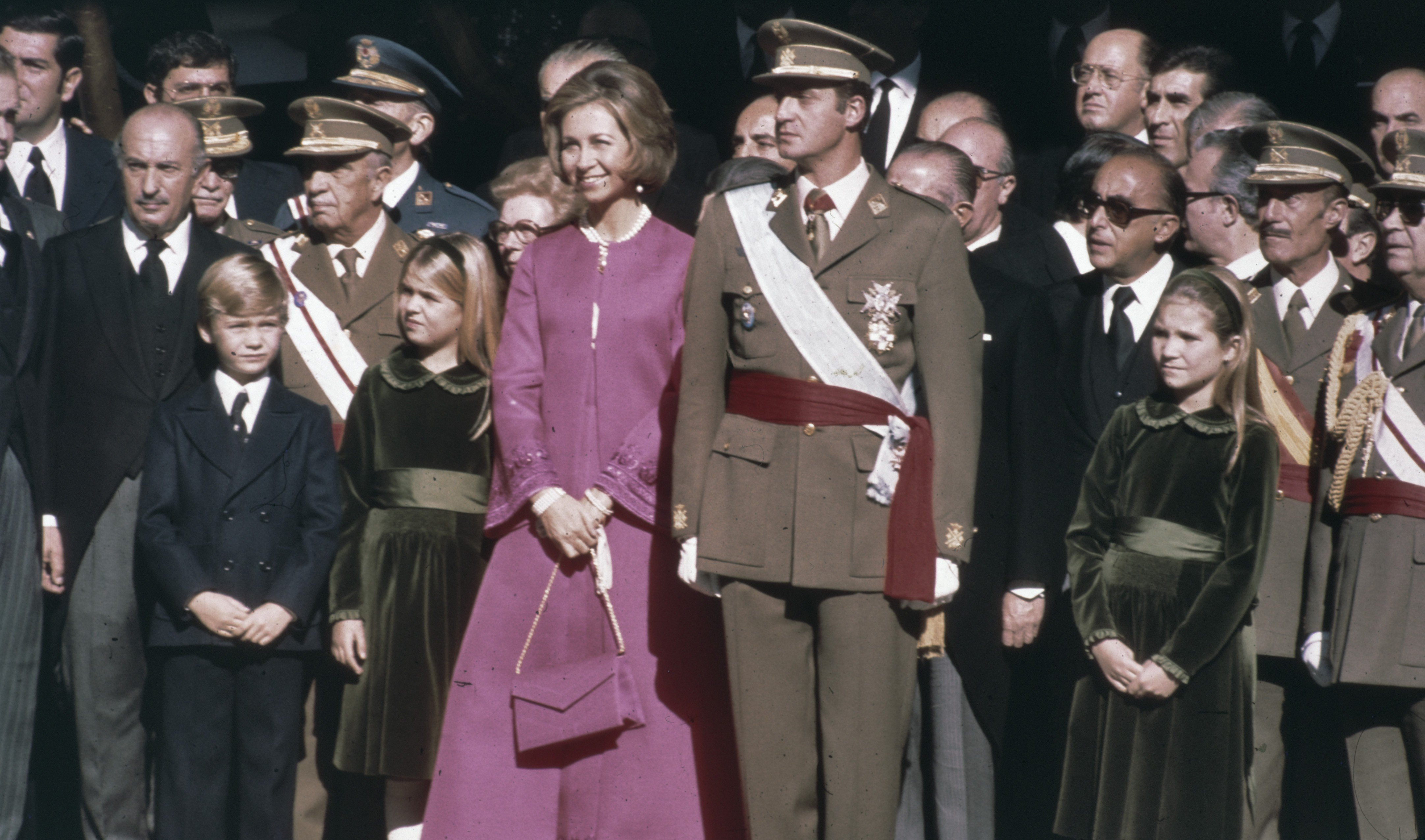
Juan Carlos, Sofia e os três filhos, Elena, Cristina e Filipe, em 1975.

Ao longo da sua vida conjugal, Juan Carlos manteve várias relações extraconjugais, fato que afetou negativamente o seu matrimônio. Em 2021, o antigo responsável policial José Manuel Villarejo testemunhou que Juan Carlos teria recebido tratamento com hormonas para reduzir o desejo sexual, por se considerar que tal comportamento constituía um problema de Estado.
Juan Carlos é também alegadamente pai de Albert Solà, nascido em Barcelona em 1956, bem como de uma mulher nascida na Catalunha em 1964, e de Ingrid Sartiau, uma cidadã belga nascida em 1966, que interpôs uma ação judicial de reconhecimento de paternidade. No entanto, a imunidade soberana plena de que gozava enquanto rei impediu o prosseguimento dessa ação antes da sua abdicação.

## Príncipe da Espanha

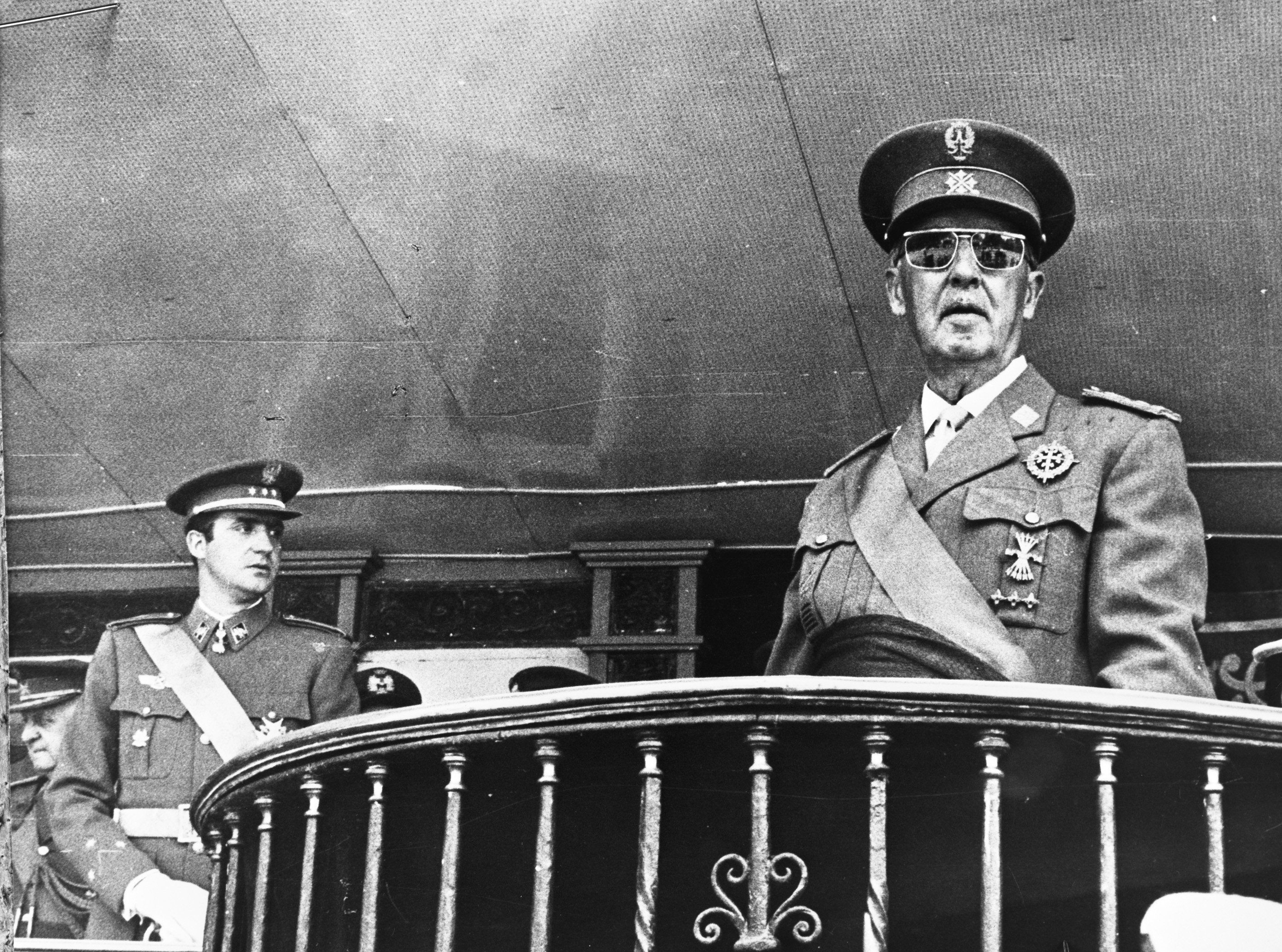
Juan Carlos e Francisco Franco em 1969.

O regime ditatorial de Francisco Franco ascendeu ao poder durante a Guerra Civil Espanhola, um conflito que opôs um governo composto por democratas, anarquistas, socialistas e comunistas — apoiado pela União Soviética e por voluntários internacionais — a uma rebelião de conservadores, monárquicos, nacionalistas e fascistas, apoiados por Hitler e Mussolini. Os rebeldes acabariam por vencer o conflito. O governo autoritário de Franco manteve-se dominante em Espanha até à década de 1960. Com o avançar da idade do ditador, intensificaram-se os protestos oriundos da esquerda, ao mesmo tempo que as facções da extrema-direita exigiam o restabelecimento de uma monarquia absolutista de linha dura. Na época, o herdeiro legítimo ao trono da Espanha era o Infante D. João, Conde de Barcelona, filho do rei Afonso XIII. No entanto, Franco via-o com extrema desconfiança, considerando-o um liberal contrário ao seu regime.
O primo em primeiro grau de Juan Carlos, Afonso, Duque de Anjou e Cádis, chegou a ser considerado como possível sucessor. Conhecido como fervoroso franquista, Afonso viria a casar, em 1972, com a neta de Franco, Dona María del Carmen Martínez-Bordiú y Franco.

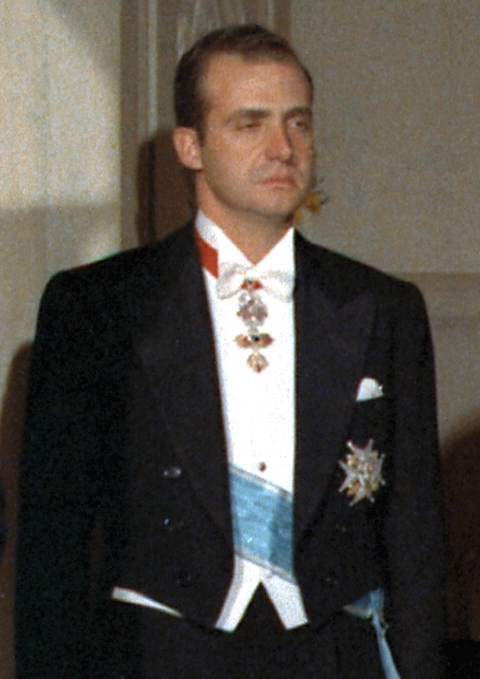
Juan Carlos quando Príncipe da Espanha, em 1971.

Franco decidiu, no entanto, contornar uma geração e nomear o Infante Juan Carlos como seu sucessor pessoal. A sua intenção era formar o jovem príncipe para assumir a chefia do Estado, mantendo, porém, o carácter ultraconservador e autoritário do regime. Em 1969, Juan Carlos foi oficialmente designado herdeiro aparente ao trono e recebeu o título de Príncipe da Espanha (em vez do tradicional Príncipe das Astúrias). Como condição para ser nomeado herdeiro, foi-lhe exigido que jurasse lealdade ao Movimiento Nacional de Franco, o que fez sem grandes sinais exteriores de hesitação.. A sua nomeação foi ratificada pelas Cortes espanholas a 22 de julho de 1969.
Durante o período em que foi herdeiro, Juan Carlos encontrou-se e consultou frequentemente Franco, participando em várias cerimónias e atos oficiais ao lado do ditador, o que gerava descontentamento entre os republicanos mais radicais e os liberais moderados, que esperavam que a morte de Franco abrisse caminho a uma era de reformas. Entre 1969 e 1975, Juan Carlos demonstrou publicamente apoio ao regime franquista. Apesar do agravamento do estado de saúde de Franco nesses anos, sempre que este aparecia em público — de jantares de Estado a desfiles militares —, era em companhia de Juan Carlos. Com o passar do tempo, porém, Juan Carlos começou a reunir-se secretamente com líderes da oposição política e com exilados que lutavam por reformas liberais. Também manteve conversações telefónicas discretas com o seu pai. Franco, por seu lado, manteve-se em grande parte alheio às ações do príncipe, ignorando os alertas de ministros e conselheiros que lhe apontavam sinais de deslealdade.
Durante os períodos de incapacidade temporária de Franco, em 1974 e 1975, Juan Carlos exerceu as funções de chefe de Estado interino. A 30 de outubro de 1975, Franco transferiu-lhe oficialmente todos os poderes. De acordo com relatórios da CIA posteriormente desclassificados, durante esse período Juan Carlos terá consentido secretamente e coordenado com o rei Hassan II de Marrocos os termos da chamada Marcha Verde, uma invasão parcial do Saara Espanhol por civis marroquinos, que culminaria no Acordos de Madrid e na entrega do controlo do território a Marrocos e à Mauritânia.

## Reinado

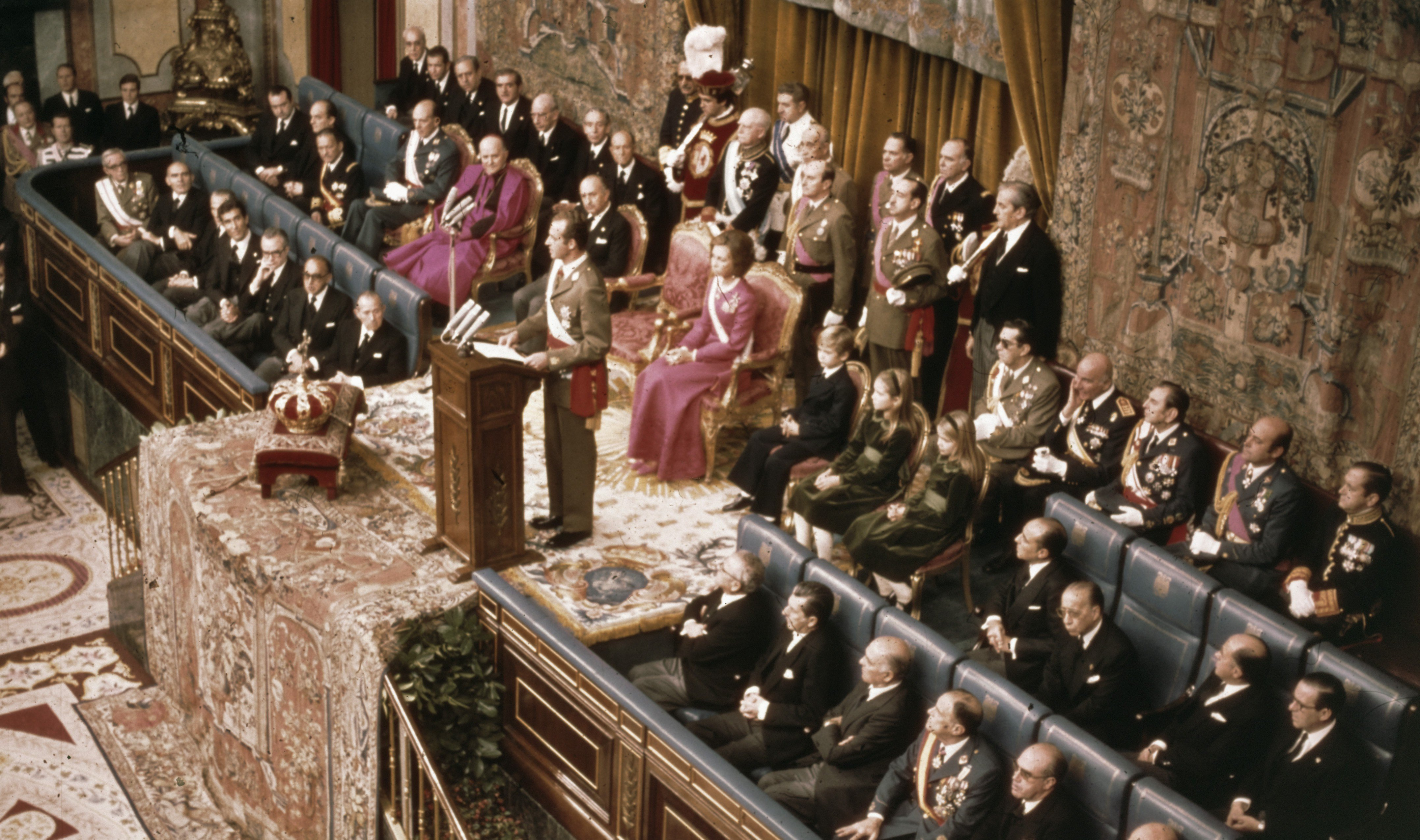
Proclamação de Juan Carlos como rei no Palácio das Cortes em 22 de novembro de 1975.

Francisco Franco faleceu a 20 de novembro de 1975 e, dois dias depois, a 22 de novembro, as Cortes Espanholas proclamaram Juan Carlos como Rei da Espanha. No seu discurso perante as Cortes, Juan Carlos referiu-se a três fundamentos da sua ascensão: a tradição histórica, as leis nacionais e a vontade do povo, invocando assim um processo que remontava à Guerra Civil de 1936–1939. Prestou juramento com a seguinte fórmula: "Juro por Deus e pelos Santos Evangelhos cumprir e fazer cumprir as Leis Fundamentais do Reino e guardar lealdade aos Princípios do Movimento Nacional".
A 27 de novembro, celebrou-se uma Missa do Espírito Santo na igreja de San Jerónimo el Real, em Madrid, para assinalar o início do seu reinado. Optou por não adotar os nomes régios de Juan III ou Carlos V, escolhendo em vez disso o nome de Juan Carlos I. Segundo relatos, Juan Carlos terá sido pressionado pelo então presidente francês Valéry Giscard d’Estaing a dizer pessoalmente ao ditador chileno Augusto Pinochet — que se deslocara a Espanha para o funeral de Franco — que não deveria participar na cerimónia da sua proclamação. No entanto, Pinochet acabou por estar presente na proclamação no Palácio das Cortes, em Madrid, mas não compareceu ao Te Deum que se seguiu. Em privado, Pinochet viria mais tarde a expressar o seu desagrado pelaquilo que considerou ser uma falta de reconhecimento, por parte de Juan Carlos I, do legado de Franco no seu discurso perante as Cortes.

### Transição Espanhola

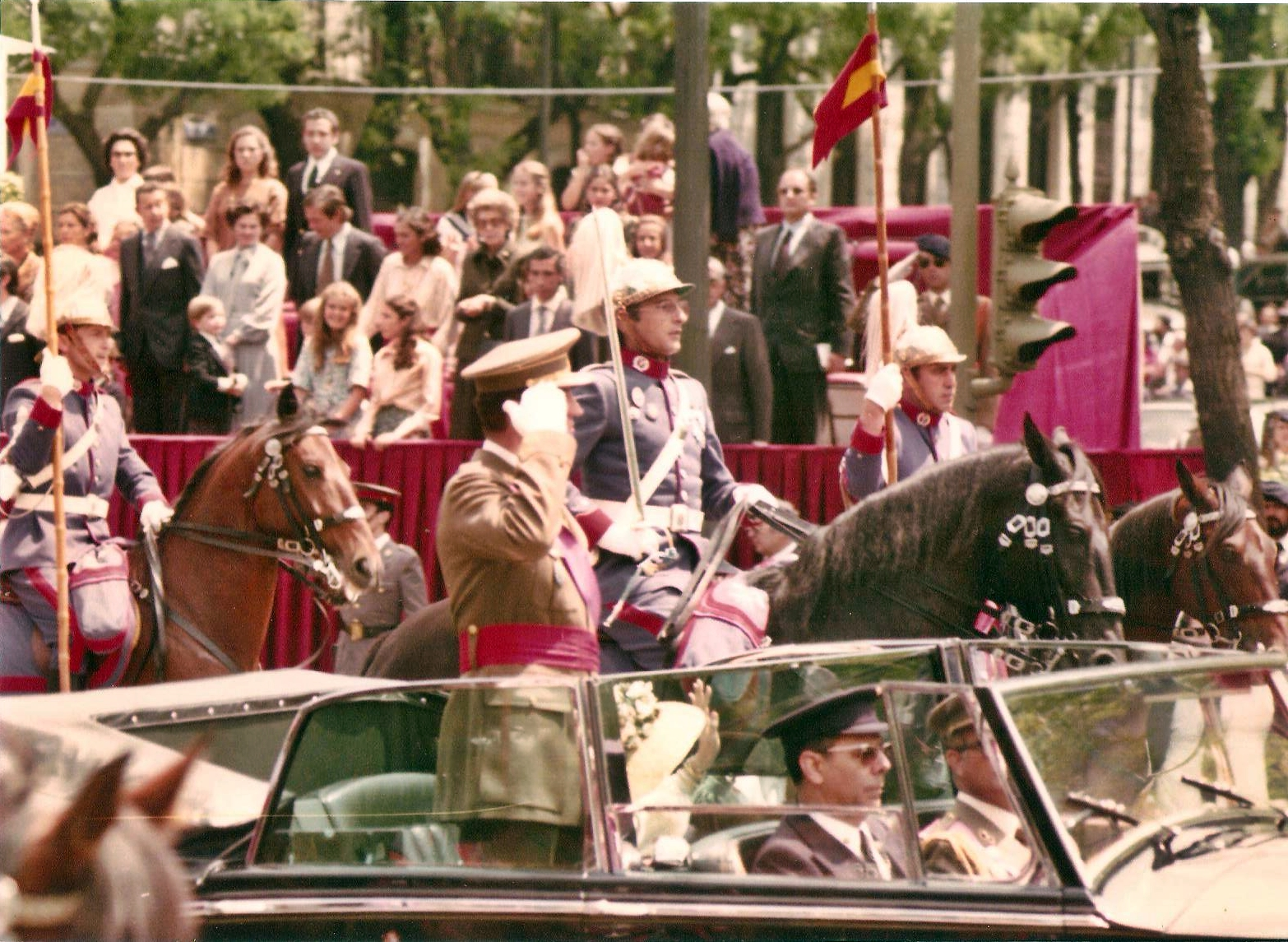
Juan Carlos em 1977.

A ascensão de Juan Carlos ao trono encontrou relativamente pouca oposição parlamentar. Alguns membros do Movimiento Nacional votaram contra o seu reconhecimento como rei, e um número ainda maior votou contra a Lei para a Reforma Política de 1976. No entanto, a maioria dos membros do Movimiento apoiou ambas as medidas. Juan Carlos instituiu rapidamente reformas, o que gerou grande descontentamento entre os falangistas e os setores conservadores (monárquicos), especialmente no seio das Forças Armadas, que esperavam que o novo monarca mantivesse o Estado autoritário herdado de Franco.
Em julho de 1976, Juan Carlos demitiu o primeiro-ministro Carlos Arias Navarro, que procurava prolongar as políticas franquistas, em oposição aos esforços de democratização do rei. Nomeou, em seu lugar, Adolfo Suárez, antigo dirigente do Movimiento Nacional, como chefe do governo.
A legitimidade da posição de Juan Carlos foi reforçada em 14 de maio de 1977, quando o seu pai, o Conde de Barcelona — reconhecido por muitos monárquicos como o legítimo rei da Espanha durante o exílio na era franquista — renunciou formalmente aos seus direitos ao trono e reconheceu o seu filho como único chefe da Casa Real Espanhola. Transferiu-lhe assim o património histórico da monarquia espanhola, tornando Juan Carlos rei tanto de facto como de jure aos olhos dos monárquicos tradicionais.

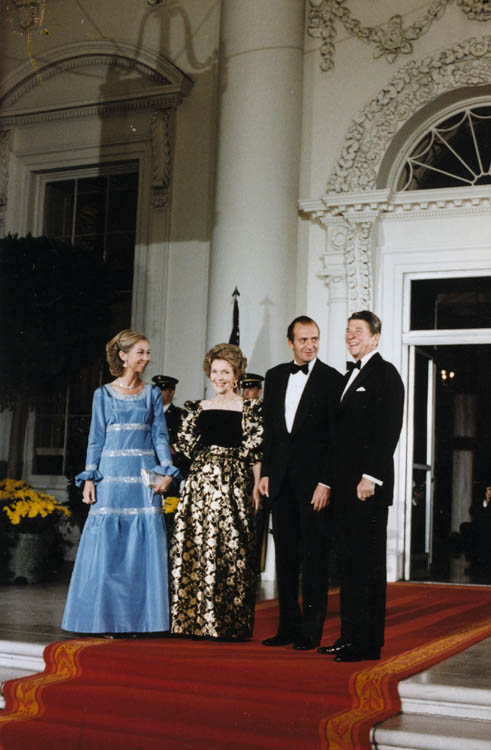
Visita dos reis da Espanha aos Estados Unidos. Da esquerda para a direita: Rainha Sofia, Primeira-dama Nancy Reagan, Rei Juan Carlos e Presidente Reagan.

A 20 de maio de 1977, o líder do recentemente legalizado Partido Socialista Operário Espanhol (PSOE), Felipe González, acompanhado por Javier Solana, visitou Juan Carlos no Palácio da Zarzuela. Este encontro representou um apoio crucial da esquerda política à monarquia, tendo em conta que, historicamente, os socialistas espanhóis se identificavam com o republicanismo.
A 15 de junho de 1977, realizaram-se em Espanha as primeiras eleições democráticas desde a morte de Franco. Juan Carlos terá desempenhado o papel de intermediário no envio de 10 milhões de dólares do Xá do Irão para a campanha eleitoral de Adolfo Suárez, alegadamente solicitando essa ajuda ao monarca iraniano com o argumento de “salvar Espanha do marxismo”. Suárez acabaria por vencer as eleições e tornar-se o primeiro líder democraticamente eleito do novo regime.
Em 1978, o governo promulgou uma nova Constituição que reconhecia Juan Carlos como legítimo herdeiro da dinastia espanhola e rei. Especificamente, o Título II, Secção 57, afirmava o direito de Juan Carlos ao trono da Espanha por sucessão dinástica, na tradição da Casa de Bourbon, como "o legítimo herdeiro da histórica dinastia", em vez de como sucessor designado por Francisco Franco. A Constituição foi aprovada pelas Cortes Constituintes democraticamente eleitas, ratificada pelo povo espanhol através de referendo realizado a 6 de dezembro, e posteriormente promulgada pelo Rei numa sessão solene das Cortes.

### Tentativa de Golpe de Estado

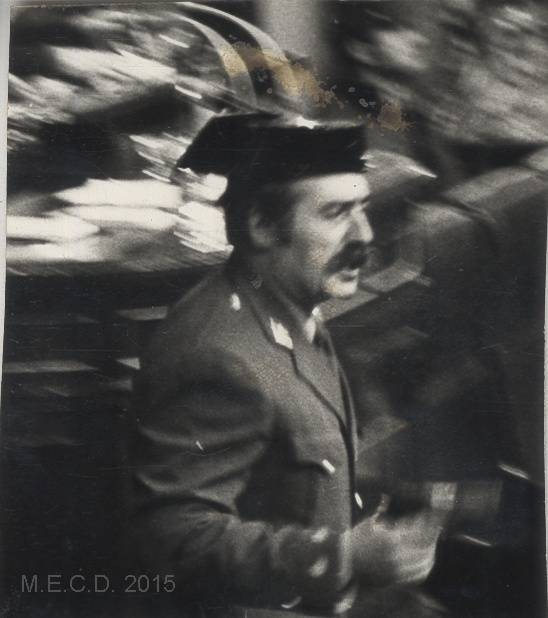
Antonio Tejero a invadir o hemiciclo do Congresso dos Deputados, de arma em punho, durante o 23-F, em 1981.

Uma tentativa de golpe militar, conhecida como 23-F, ocorreu a 23 de fevereiro de 1981, quando as Cortes foram ocupadas por membros da Guarda Civil, que invadiram a câmara parlamentar durante uma sessão. Durante o golpe, o Rei Juan Carlos, envergando o uniforme de Capitão-General das Forças Armadas, fez uma declaração pública transmitida pela televisão, apelando ao apoio inequívoco ao governo democrático legítimo. A transmissão televisiva é amplamente considerada como um fator determinante para o fracasso do golpe. Os líderes do golpe tinham prometido a muitos dos seus potenciais apoiantes que estavam a agir em nome do Rei e com a sua aprovação, mas não conseguiram apresentar qualquer prova nesse sentido. A intervenção televisiva — transmitida pouco depois da meia-noite — deixou clara a oposição do monarca aos golpistas.
Aquando da sua subida ao trono, o líder comunista Santiago Carrillo apelidara Juan Carlos de Juan Carlos, o Breve, prevendo que a monarquia seria rapidamente varrida, juntamente com os restantes vestígios do franquismo. Contudo, após o colapso da tentativa de golpe, Carrillo proferiu uma declaração emocionada: "Hoje, somos todos monárquicos." O apoio público à monarquia entre democratas e setores da esquerda — até então limitado — aumentou significativamente após a atuação do rei durante a crise.
Apesar disso, o episódio permanece controverso e deu origem a várias teorias alternativas que colocam em dúvida a sinceridade da defesa da democracia por parte do monarca. Juan Carlos mantinha ligações próximas com o principal instigador da rebelião, que anteriormente havia exercido funções como Secretário-Geral da Casa Real. Além disso, o Rei e os principais partidos políticos estavam a par de um plano para colocar o General Alfonso Armada à frente do governo, com o objetivo, entre outros, de reprimir a organização separatista basca Euskadi Ta Askatasuna (ETA). Embora Juan Carlos tenha condenado firmemente a tentativa de golpe — mais de seis horas após a entrada dos guardas armados no Congresso —, continua a ser difícil determinar se a sua reação foi motivada por convicção democrática ou pelo insucesso da operação, que contava com escasso apoio. Os fundamentos do processo judicial contra os golpistas permanecem classificados.

### Atuação na política espanhola

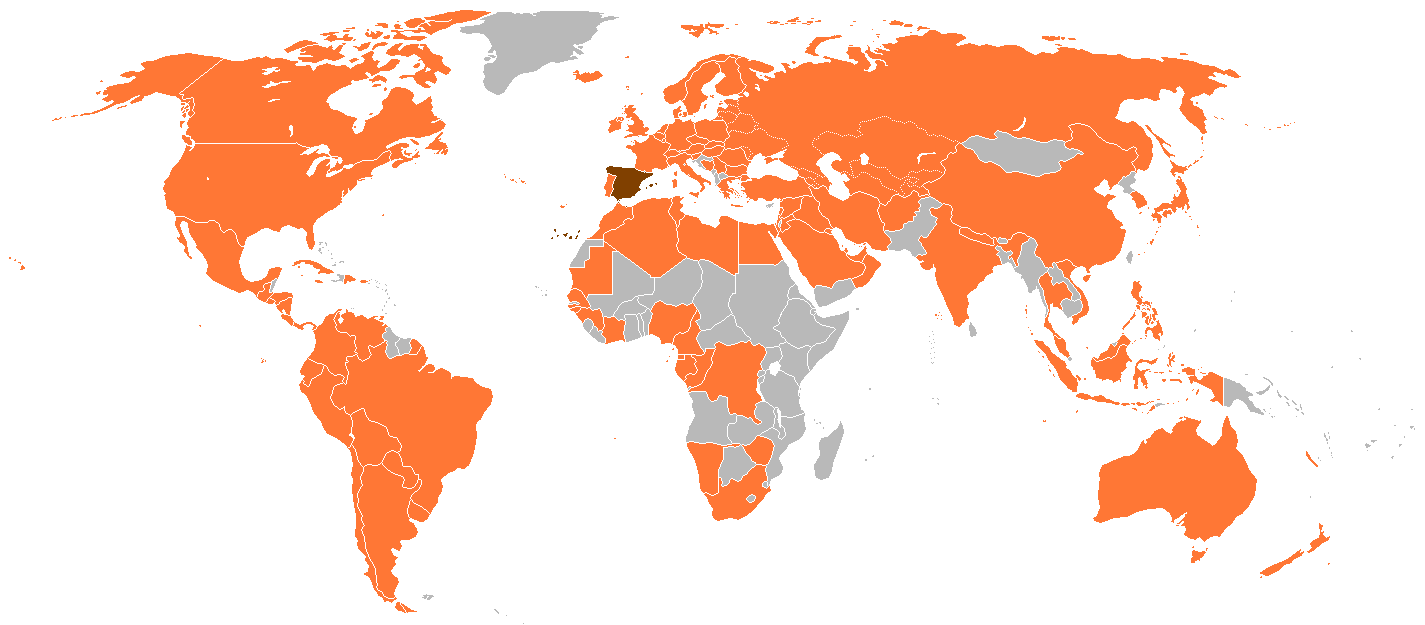
Mapa de países visitados oficialmente pelo Rei Juan Carlos de 1975 a 2010.

Como chefe de Estado, Juan Carlos "detinha poder político, expressava a sua opinião e exercia a sua influência na esfera económica, por exemplo, na área de fusões empresariais ou na formulação de políticas públicas durante o período de transição", analisa a jornalista Ana Pardo.

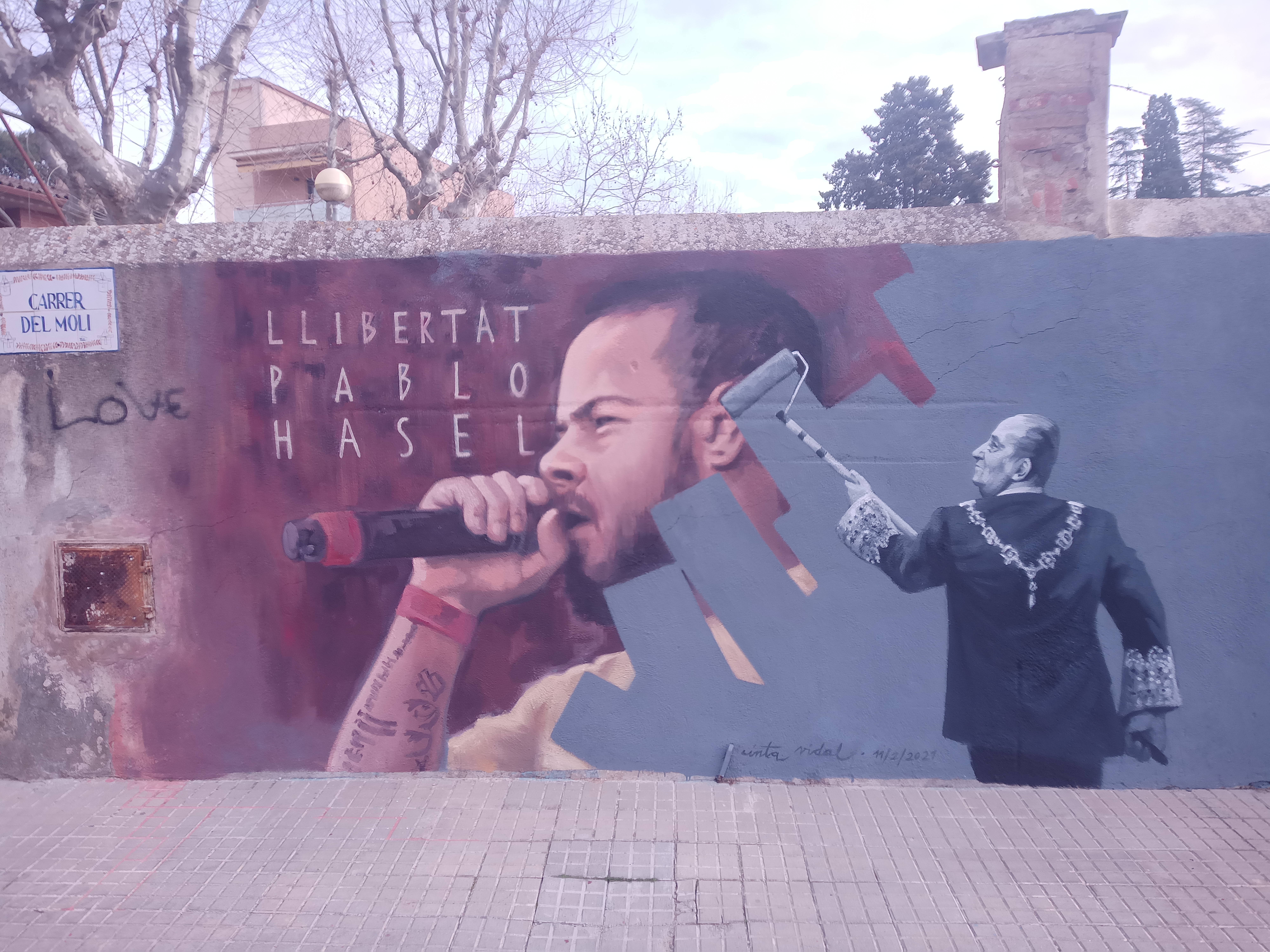
Grafite satírico criticando a prisão do rapper Pablo Hasél, em Cardedeu, 2021. Juan Carlos é retratado como um pintor 'removendo' a inscrição LLIBERTAT PABLO HASEL.

A honra da família real é especificamente protegida contra insultos pelo Código Penal espanhol. Sob esta proteção, o independentista basco Arnaldo Otegi e os cartoonistas de El Jueves foram julgados e punidos. Em fevereiro de 2018, o rapper espanhol Valtònyc (Josep Miquel Arenas) foi condenado em Espanha a três anos e meio de prisão por injúrias à Coroa, devido a letras de suas músicas que faziam referências ao rei Juan Carlos. Após a condenação, fugiu para a Bélgica, onde a justiça belga recusou a sua extradição, considerando que as suas ações estavam protegidas pela liberdade de expressão.Em outubro de 2023, a pena prescreveu, permitindo-lhe regressar a Espanha sem risco de prisão. Valtònyc é considerado o primeiro músico espanhol a ser preso por suas letras desde a restauração da democracia na Espanha em 1977. Similarmente, o rapper espanhol Pablo Hasél também foi condenado pela justiça espanhola por injúrias e calúnias contra a monarquia espanhola. Sua posterior prisão gerou indignação e uma onda de protestos por toda a Espanha.
Em outubro de 1990, Juan Carlos visitou a cidade chilena de Valdivia, no início da transição chilena para a democracia. Enquanto ele e a rainha foram aplaudidos por alguns, grupos de indígenas Mapuches aproximaram-se do rei, alguns para protestar contra o colonialismo passado e outros para que o rei ratificasse tratados passados entre os Mapuches e os espanhóis. Segundo o El País, disputas políticas entre os Mapuches impediram Juan Carlos de realizar uma reunião oficial com representantes Mapuches.

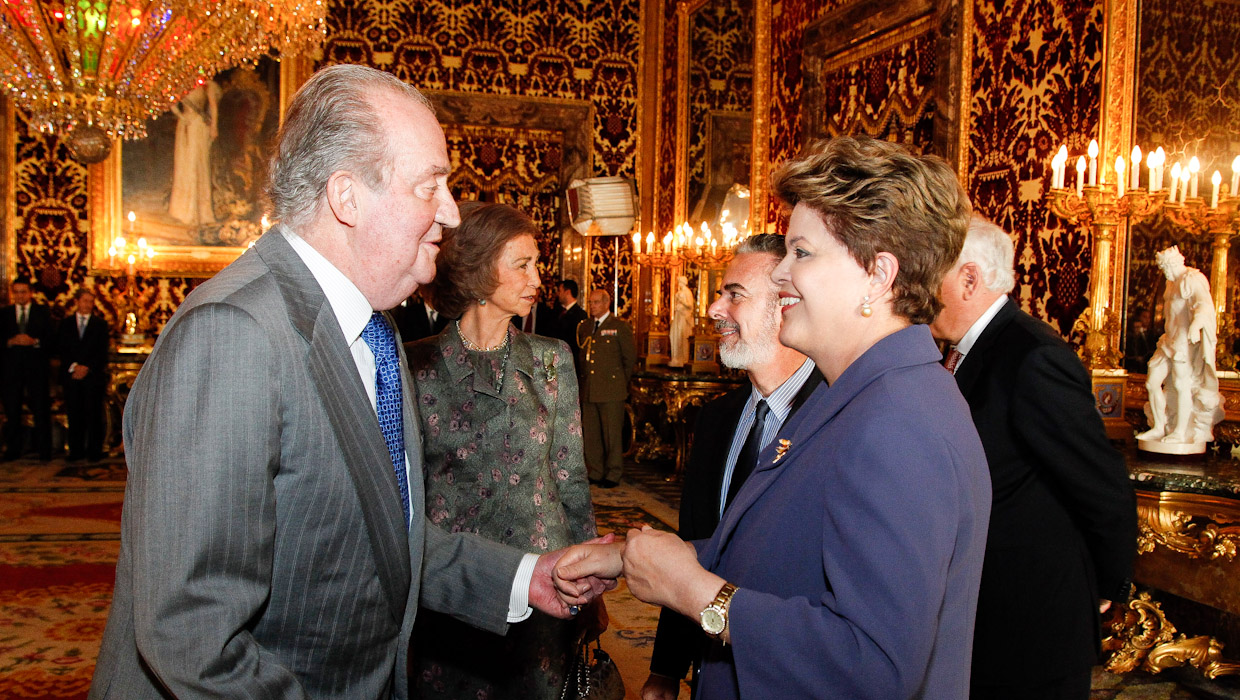
Juan Carlos e Dilma Rousseff, então Presidente do Brasil, em 2012.

Juan Carlos esteve no Brasil pela última vez em 2012, em visita de estado, com o compromisso de debater com a então Presidente Dilma Rousseff questões relativas à redução das exigências feitas para a autorização da entrada de brasileiros na Espanha e de espanhóis no Brasil. O monarca já havia visitado o país durante a conferência ECO-92.[carece de fontes?]
Em julho de 2000, Juan Carlos foi alvo de um protesto enfurecido quando o ex-sacerdote Juan María Fernández y Krohn, que anteriormente atacara o Papa João Paulo II, violou a segurança e tentou aproximar-se do rei.
Quando os media perguntaram a Juan Carlos em 2005 se ele apoiaria o projeto de lei que legalizava o casamento entre pessoas do mesmo sexo, então em debate nas Cortes Gerais, ele respondeu: Soy el Rey de España y no el de Bélgica ("Sou o rei da Espanha, não o da Bélgica") – uma referência ao rei Balduíno da Bélgica, que se recusara a assinar a lei belga que legalizava o aborto. O rei deu o seu consentimento real à Lei 13/2005 em 1 de julho de 2005; a lei que legalizava o casamento entre pessoas do mesmo sexo foi publicada no Boletim Oficial do Estado em 2 de julho e entrou em vigor em 3 de julho.
Segundo uma sondagem do jornal El Mundo em novembro de 2005, 77,5% dos espanhóis consideravam Juan Carlos "bom ou muito bom", 15,4% "não tão bom" e apenas 7,1% "mau ou muito mau". Ainda assim, a questão da monarquia ressurgiu em 28 de setembro de 2007, quando fotos do rei foram queimadas publicamente na Catalunha por pequenos grupos de manifestantes que desejavam a restauração da República.

#### ¿Por qué no te callas?
Em novembro de 2007, na Conferência Ibero-americana em Santiago do Chile, durante uma troca acesa, Juan Carlos interrompeu o presidente venezuelano Hugo Chávez, dizendo: "¿Por qué no te callas?" ("Por que não te calas?"). Chávez tinha interrompido o primeiro-ministro espanhol, José Luis Rodríguez Zapatero, enquanto este defendia o seu antecessor e opositor político, José María Aznar, depois de Chávez ter chamado Aznar de fascista e "menos humano que cobras". O rei, pouco depois, deixou a sala quando o presidente Daniel Ortega da Nicarágua acusou a Espanha de intervenção nas eleições do seu país e se queixou de algumas empresas de energia espanholas a operar na Nicarágua. Este foi um incidente diplomático sem precedentes e uma rara demonstração pública de raiva por parte do rei.

#### Orçamento da Casa Real
Em 2011, o rei Juan Carlos I revelou, pela primeira vez, o orçamento anual da Casa Real espanhola, que totalizava 8,4 milhões de euros. Este montante não incluía despesas como a fatura de eletricidade, que eram pagas pelo Estado.

### Viagem de caça em Botsuana

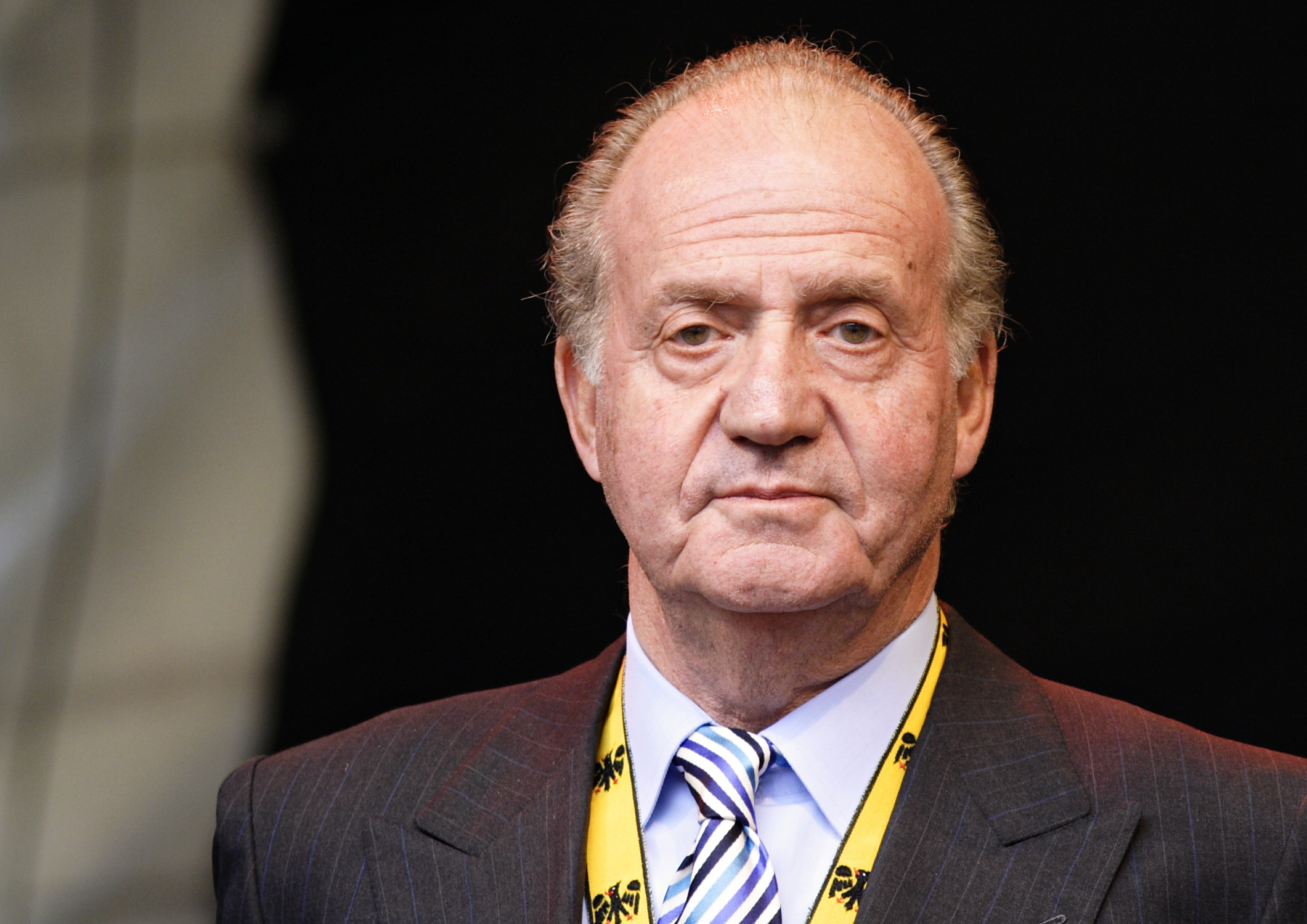
Rei Juan Carlos

Em abril de 2012, o rei Juan Carlos enfrentou críticas generalizadas após uma viagem de caça a elefantes em Botsuana. A viagem tornou-se pública apenas depois que o monarca sofreu uma queda que resultou numa fratura no quadril, necessitando de ser transportado de emergência para Madrid, onde foi submetido a uma cirurgia. As autoridades espanholas afirmaram que as despesas da viagem não foram pagas pelos contribuintes nem pelo palácio, mas por Mohamed Eyad Kayali, um empresário de origem síria. Cayo Lara Moya, do partido Izquierda Unida, afirmou que a viagem do rei "demonstrou falta de ética e respeito por muitas pessoas neste país que estão a sofrer muito", enquanto Tomás Gómez, do Partido Socialista, afirmou que Juan Carlos deveria escolher entre "responsabilidades públicas ou uma abdicação". Em abril de 2012, o desemprego em Espanha estava em 23% e quase 50% entre os jovens. O El País estimou o custo total de uma viagem de caça em 44.000 euros, cerca do dobro do salário médio anual em Espanha. Uma petição pediu a demissão do rei do cargo de presidente honorário da filial espanhola do World Wide Fund for Nature. A própria WWF respondeu pedindo uma entrevista com o rei para resolver a situação. Em julho de 2012, a WWF Espanha realizou uma reunião em Madrid e decidiu, por 226 votos contra 13, destituir o rei da sua presidência honorária. Mais tarde, ele pediu desculpa pela viagem de caça.
| “ | Lo siento mucho. Me he equivocado y no volverá a ocurrir — Declaração de Juan Carlos sobre o incidente em Botsuana após receber alta hospitalar. | ” |

Até à viagem de caça a elefantes em Botsuana, o rei Juan Carlos gozava de um elevado grau de proteção mediática, descrito como "raro entre os líderes ocidentais".

### Abdicação
Em 2013, a imprensa espanhola começou a especular sobre o futuro do rei Juan Carlos, após críticas públicas pela sua viagem de caça a elefantes em Botsuana e um escândalo de desvio de fundos envolvendo sua filha, Infanta Cristina, Duquesa de Palma de Mallorca e seu marido Iñaki Urdangarin (Caso Nóos). O secretário privado do rei, Rafael Spottorno, negou em uma coletiva de imprensa que a "opção de abdicação" estivesse sendo considerada.

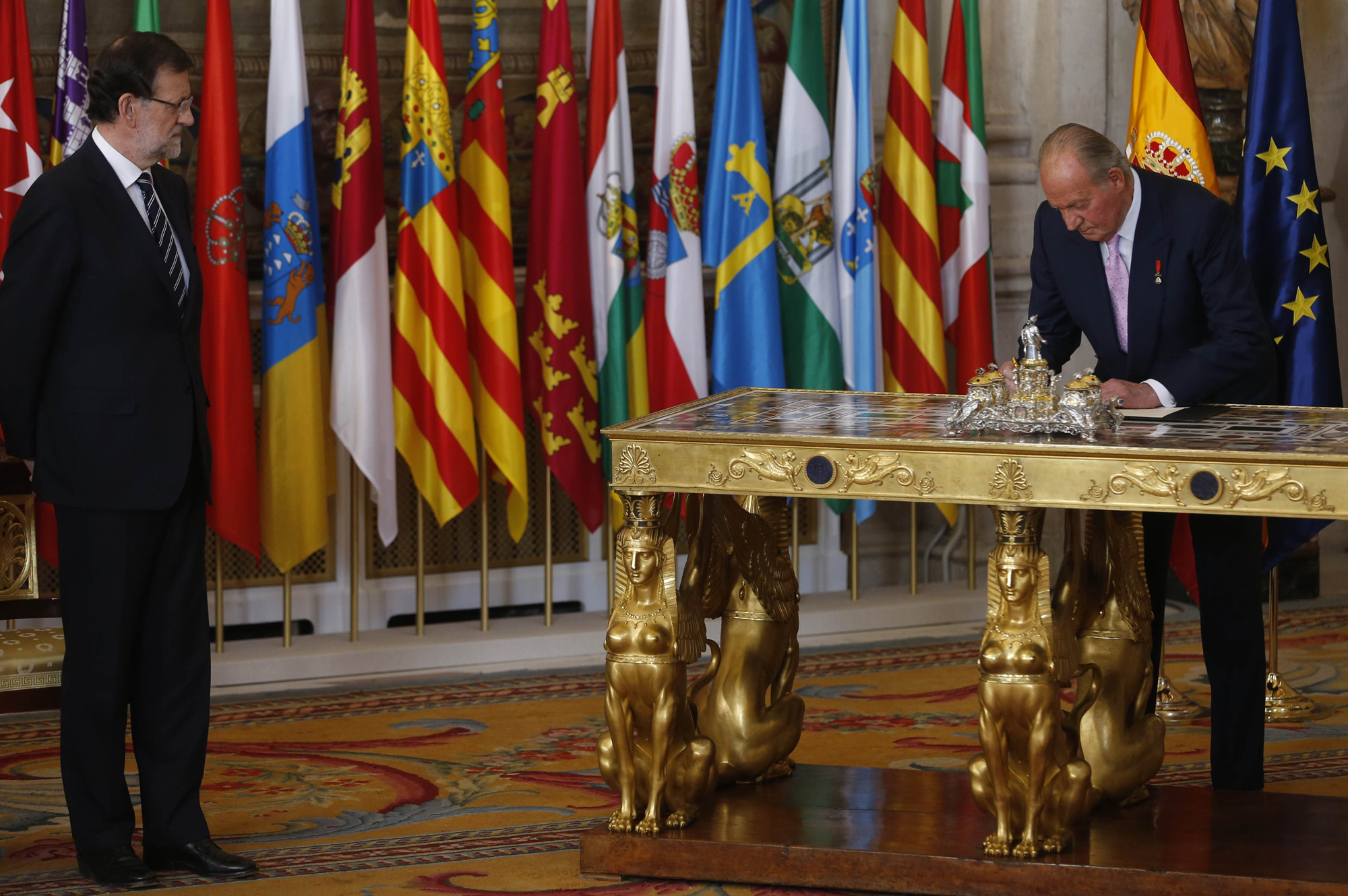
Juan Carlos assinando sua lei de abdicação. Ao lado dele, o primeiro-ministro Mariano Rajoy, signatário da lei, em 18 de junho de 2014.

Na manhã de 2 de junho de 2014, o primeiro-ministro Mariano Rajoy anunciou publicamente que o rei Juan Carlos lhe comunicara a intenção de abdicar. Mais tarde, o rei fez um discurso televisionado e anunciou que abdicaria do trono em favor do príncipe das Astúrias. A Casa Real descreveu a escolha do rei como uma decisão pessoal que ele vinha contemplando desde seu 76º aniversário no início do ano. O rei teria dito: "Não queremos que meu filho definhe esperando como o príncipe Carlos".
Em conformidade com o disposto no artigo 57.º, n.º 5, da Constituição espanhola de 1978, a abdicação de Juan Carlos foi formalizada através da aprovação de uma Lei Orgânica. O projeto de lei foi aprovado pelo Congresso dos Deputados com 299 votos a favor, 19 contra e 23 abstenções. Na manhã de 18 de junho de 2014, o rei assinou a lei na Sala das Colunas do Palácio Real de Madrid, poucos minutos antes de sua abdicação entrar em vigor. No dia seguinte, 19 de junho, Filipe VI foi proclamado rei da Espanha, sucedendo seu pai no trono. Juan Carlos tornou-se rei emérito, mantendo funções cerimoniais atribuídas por Filipe VI. A sua neta, Leonor, foi designada Princesa das Astúrias, tornando-se a primeira na linha de sucessão ao trono. Com esta abdicação, Juan Carlos tornou-se o quarto monarca europeu a abdicar em pouco mais de um ano, após o Papa Bento XVI (28 de fevereiro de 2013), a rainha Beatriz dos Países Baixos (30 de abril de 2013) e o rei Alberto II da Bélgica (21 de julho de 2013).
Após a abdicação do rei Juan Carlos, a Constituição espanhola de 1978 não conferia imunidade legal a monarcas abdicantes. Para remediar essa lacuna, o governo espanhol promulgou a Lei Orgânica 4/2014, de 11 de julho, que modificou a Lei Orgânica 6/1985, do Poder Judicial, conferindo ao ex-monarca um tipo de proteção legal conhecido como "aforamento". Essa alteração limitou a jurisdição para processar Juan Carlos ao Supremo Tribunal, estabelecendo que quaisquer questões legais pendentes fossem imediatamente transferidas para esse tribunal superior.

#### Reações

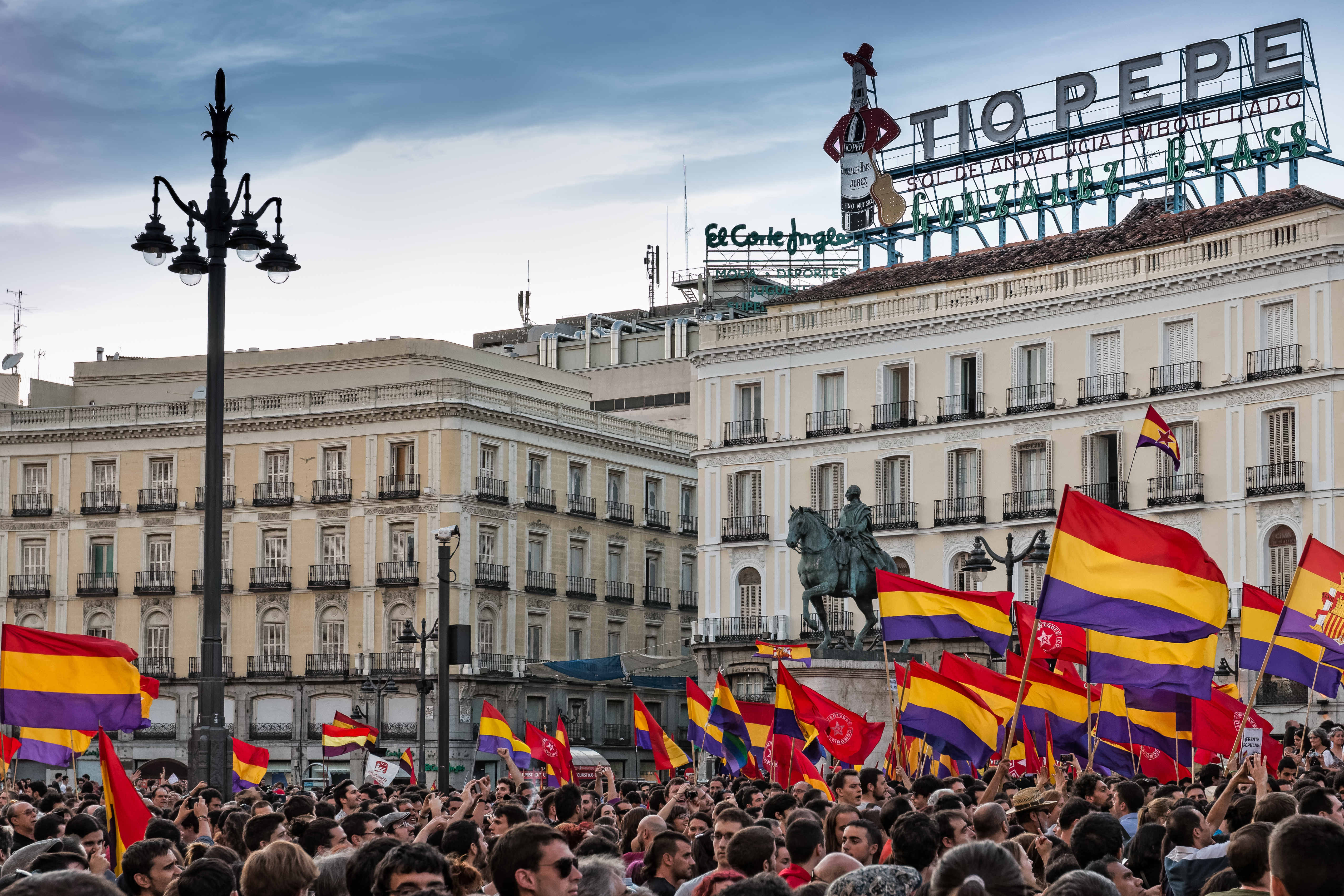
Manifestação republicana na Puerta del Sol no dia em que Juan Carlos anunciou sua decisão de abdicar, em 2 de junho de 2014.

A imprensa espanhola acolheu o anúncio da abdicação com uma recepção maioritariamente positiva, mas classificou o momento como uma "crise institucional" e "um momento muito importante na história da Espanha democrática". Em várias regiões do país, bem como em cidades no estrangeiro (incluindo Londres), a notícia foi recebida com celebrações republicanas e protestos a exigir o fim da monarquia.
O líder catalão Artur Mas afirmou que a notícia da abdicação do rei não iria travar o processo de independência da Catalunha. Por sua vez, Iñigo Urkullu, presidente do governo basco, considerou que o reinado de Juan Carlos foi "cheio de luz, mas também de sombras", acrescentando que o seu sucessor, Filipe, deveria ter presente que "a questão basca continua por resolver". Outros líderes regionais manifestaram avaliações mais favoráveis de Juan Carlos após a sua decisão de abdicar: Alberto Núñez Feijóo, da Galiza, apelidou-o de "Rei da Democracia", que "garantiu a continuidade da monarquia constitucional"; Alberto Fabra, da Comunidade Valenciana, declarou que os espanhóis sentem orgulho num rei que esteve "na linha da frente da defesa dos nossos interesses, tanto dentro como fora das nossas fronteiras".
O primeiro-ministro britânico, David Cameron, afirmou: "Gostaria de aproveitar esta oportunidade para prestar uma homenagem ao rei Juan Carlos, que fez tanto durante o seu reinado para auxiliar a bem-sucedida transição democrática espanhola e tem sido um grande amigo do Reino Unido". O presidente da Comissão Europeia, José Manuel Durão Barroso, disse que Juan Carlos era um "crente no europeísmo e na modernidade... sem o qual não se poderia compreender a Espanha moderna".
O público espanhol também expressou uma opinião amplamente positiva, não apenas em relação à abdicação, mas também ao seu reinado como um todo. Segundo uma sondagem realizada pelo El Mundo, 65% consideraram o reinado do rei como bom ou muito bom, um aumento em relação aos 41,3%. No geral, 55,7% dos inquiridos na sondagem de 3 a 5 de junho pela Sigma Dos apoiaram a instituição da monarquia em Espanha, um aumento em relação aos 49,9% quando a mesma pergunta foi feita seis meses antes. 57,5% acreditavam que o príncipe poderia restaurar o prestígio perdido da família real. Uma esmagadora maioria dos espanhóis acreditava que o novo rei, Filipe VI, seria um bom monarca e mais de três quartos acreditavam que o rei Juan Carlos tinha razão em entregar o trono ao seu filho.

## Aposentadoria
Após a sua abdicação, Juan Carlos manteve um papel como representante institucional da Coroa. De junho de 2014 a junho de 2019, participou em várias cerimónias de posse presidencial na América Latina, incluindo a segunda posse de Juan Manuel Santos como presidente da Colômbia, a posse de Tabaré Vázquez como presidente do Uruguai e a posse de Mauricio Macri como presidente da Argentina. Além disso, representou a Coroa em diversos eventos culturais, desportivos, funerais e cerimónias de entrega de prémios. O antigo monarca esteve também presente nas celebrações do 40.º aniversário da Constituição espanhola de 1978.
Em 27 de maio de 2019, Juan Carlos comunicou ao seu filho, Felipe VI, por meio de uma carta, a sua intenção de retirar-se da vida pública a partir de 2 de junho de 2019.

### Investigações de corrupção
Em março de 2020, a procuradoria anticorrupção da Espanha fez um pedido formal ao Ministério Público suíço para investigar uma doação de 65 milhões de euros a uma conta bancária na Suíça em nome de Corinna Larsen, amante de Juan Carlos de 2004 a 2014, e oriunda de uma fundação no Panamá. O pedido de informações surge na sequência de as autoridades judiciais terem realizado um pedido semelhante a Madrid.
Corinna Larsen afirmou que o dinheiro que recebeu do rei da Espanha em 2012 foi um presente por amor e por gratidão.
Espanhóis e suíços suspeitam que a fonte do dinheiro é a Arábia Saudita e está relacionado com um alegado crime de suborno na construção da linha ferroviária de alta velocidade que liga Meca a Medina.
A operação foi detetada pelos procuradores suíços, durante uma investigação a operações de branqueamento de capitais no país. O dinheiro saiu do Ministério das Finanças da Arábia Saudita e chegou às contas de uma fundação do Panamá, cujo último beneficiário era Juan Carlos.
Como rei emérito, Juan Carlos perdeu a imunidade. No entanto, continua a ter imunidade em relação aos anos do seu reinado.

### Bárbara Rey
Bárbara Rey (nascida María García, foi alçada à fama após ter sido Miss Espanha, tendo participado do Miss Mundo 1971 e depois se tornado vedete) foi amante de Juan Carlos entre 1976 e 1994. Havia sido o então Presidente do Governo, Adolfo Suárez, quem a havia apresentado ao rei em 1976. Depois os amantes passaram a se reunir num apartamento localizado em uma urbanização de Boadilla del Monte, sempre sob o "controle" e "proteção" dos serviços de Segurança do Estado, o Cesid (hoje CNI). Em 1994, Juan Carlos rompeu o relacionamento a atriz, que então começou a chantageá-lo com gravações de seus encontros íntimos que o Cesid sequer sabia existirem. Estima-se que ela tenha ganhado 4 milhões de euros para manter silêncio, mas em setembro de 2022 os áudios foram revelados numa série da HBO Max. 

### Corinna Larsen
Durante muitos anos, a imprensa falou sobre diversos relacionamentos extraconjugais de Juan Carlos, inclusive reportando que o casamento com Sofia havia fracassado apenas alguns anos após as bodas. Vários nomes de possíveis amantes foram vinculados ao rei, sendo o mais notório deles o de uma empresária alemã, Corinna Larsen. Diversas pessoas do entorno de Juan Carlos confirmaram a relação depois de sua abdicação, quando o assunto estava mais que nunca repercutindo na imprensa espanhola. Álvaro de Orleans, um parente do rei, disse em julho de 2020 que a relação dos dois lhe dava "calafrios". "Aquilo havia se transformado numa paixão muito forte. Havia se transformado em algo tóxico.
O romance com Corinna teria iniciado no ano de 2004 e terminado na época da abdicação de Juan Carlos. Naqueles tempos, segundo relatos, o rei estava a ponto de se divorciar de Sofia para se casar com Corinna. Há também relatos de que a alemã estaria pressionando o rei para se tornar rainha da Espanha. "Ele estava disposto a tudo para iniciar uma nova vida com ela", escreveu o El País em agosto de 2020.
Corinna seria, a partir do fim da relação, uma detratora do rei, relatando diversos casos de corrupção nos quais o rei estava envolvido. Ela também revelou que desde então recebia ameaças de pessoas que trabalhavam para a monarquia espanhola, com o objetivo de amedrontá-la e calá-la.
No dia 20 de agosto de 2020, numa entrevista exclusiva para a BBC espanhola, Corinna pela primeira vez disse abertamente que os dois tinham mantido uma relação entre 2004 e 2009 e que o rei sempre havia continuado a estar próximo dela depois, tendo em 2014 tentado retomar o relacionamento. Ela também disse que ele teve outros casos extraconjugais e que um deles teria sido o motivo da ruptura entre os dois. "Fiquei devastada, porque não esperava", disse, se referindo ao fato dele manter outro relacionamento, além do com ela e sua esposa, a Rainha Sofia.
O sofrimento de Sofia durante o casamento rendeu um livro, chamado A Solidão da Rainha, que afirma que "ela se casou com quem não a queria".

### Alegações de assédio
Em 2020, Corinna Larsen, residente no Reino Unido, apresentou uma ação por assédio em Londres contra Juan Carlos, alegando que ele a pressionou a devolver o dinheiro que lhe foi dado após o término do relacionamento em 2012. Em 2022, Juan Carlos obteve ganho de causa numa apelação, sendo reconhecida a sua imunidade em relação às alegações referentes ao período de 2012 a 2014, quando ainda era rei.
Em 2023, o Tribunal Superior de Inglaterra e País de Gales rejeitou o caso com base na falta de jurisdição, sem emitir julgamento sobre o mérito das alegações.

### Autoexílio

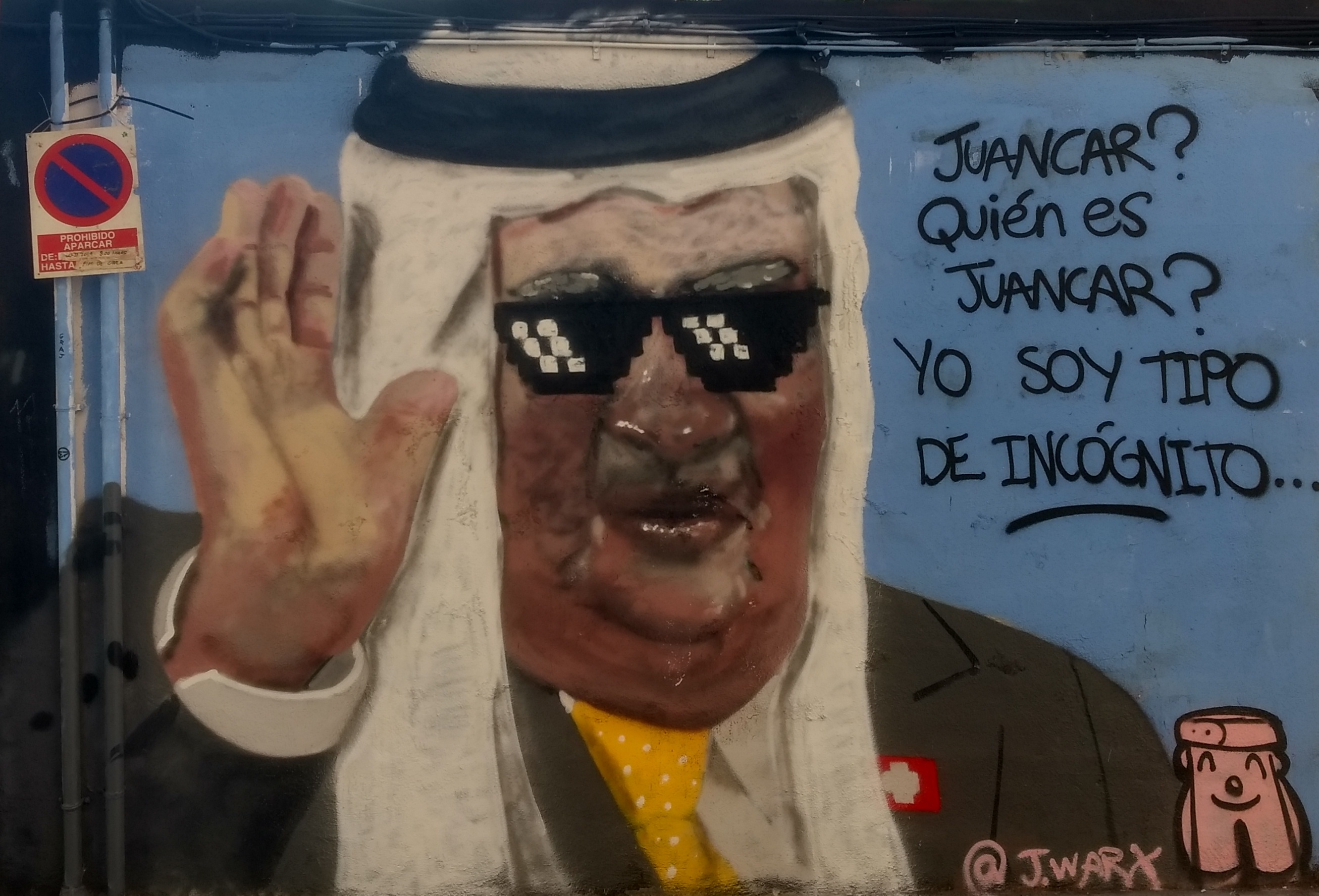
Mural satírico em Benimaclet, Valência, sobre a mudança de Juan Carlos para Abu Dhabi. (A legenda 'Juancar? Quem é Juancar? Meu nome é Guy Incognito, é uma referência a um episódio de Os Simpsons).

Na tarde do dia 03 de agosto de 2020, inesperadamente, a Casa Real anunciou através de um comunicado que o rei Juan Carlos havia deixado a Espanha para proteger a instituição. Uma carta do ex-rei foi divulgada, onde se lia: "devido a repercussão pública que estão gerando certos acontecimentos passados da minha vida privada (…) comunico minha imediata decisão de transferir-me para fora da Espanha". A decisão repercutiu em toda imprensa espanhola e internacional. O El País da Espanha escreveu, por exemplo, uma matéria intitulada "Ascensão e queda de Juan Carlos I".
Internacionalmente, houve matérias na BBC, CNN, Financial Times, Reuters, G1, entre outros.
A revista Veja se referiu ao assunto como "vexame na saída".

## Interesses
Em 1972, Juan Carlos, um entusiasta da vela, competiu na classe Dragão nos Jogos Olímpicos, terminando em 15.º lugar. Durante as férias de verão, toda a família passava tempo no Palácio de Marivent (Palma de Maiorca) e no iate Fortuna, onde participavam em competições de vela. O rei integrou a tripulação da série de iates Bribón. No inverno, a família frequentemente praticava esqui em Baqueira-Beret e Candanchú (Pirineus). Atualmente, os seus passatempos incluem embarcações clássicas de vela. Ele também caça ursos; em outubro de 2004, irritou ativistas ambientais ao matar nove ursos no centro da Roménia, uma das quais estava grávida. Alegou-se pelas autoridades regionais russas que, em agosto de 2006, Juan Carlos abateu um urso domesticado embriagado (Mitrofan, o Urso) durante uma viagem de caça privada à Rússia; o Gabinete da Casa Real Espanhola negou esta alegação.
É membro da Fundação Mundial Escutista e dos Filhos da Revolução Americana.

## Saúde
Em maio de 2010, foi removido um tumor benigno de 17 a 19 milímetros do pulmão direito do monarca, numa operação realizada sob anestesia geral no Hospital Clínic de Barcelona. A operação seguiu-se a um exame médico de rotina, e não foi necessário tratamento adicional. O rei foi tratado na Clínica Planas.
Em abril de 2012, Juan Carlos sofreu uma queda durante uma caçada de elefantes em Botsuana, resultando numa fratura tripla da anca. Foi operado no Hospital San José, em Madrid. Em setembro de 2013, foi submetido a uma nova intervenção na anca esquerda no Hospital Quirón de Madrid.
Em 24 de agosto de 2019, foi realizada uma cirurgia cardíaca no rei.

## Na cultura
A sua vida entre 1948 e 1993 é retratada na minissérie de 2014 El Rey.
A partir de 2021, estão em desenvolvimento quatro projetos televisivos destinados a retratar o ex-rei, alguns dos quais abrangem um período temporal mais amplo da Casa Real: Palacio Real. Brillo y tragedia de la monarquía española (Diagonal TV), El rey (The Mediapro Studio), El emérito (Mandarina Producciones) e XRey (Starzplay, Sony Pictures TV e The Weekend Studio).

## Títulos, honras e brasão

Monograma real de Juan Carlos.

### Títulos e estilos
- 5 de janeiro de 1938 – 22 de julho de 1969: "Juan Carlos de Bourbon"
- 22 de julho de 1969 – 20 de novembro de 1947: "Sua Alteza Real, o Príncipe da Espanha"
- 20 de novembro de 1947 – 22 de novembro de 1975: "Sua Majestade, o Rei da Espanha"
- 19 de junho de 2014 – presente: "Sua Majestade, o Rei emérito"

Em 1969, Juan Carlos foi nomeado sucessor do general Francisco Franco e recebeu o título de "Príncipe da Espanha". Com a morte de Franco em 1975, Juan Carlos ascendeu ao trono espanhol. A atual Constituição espanhola designa o monarca simplesmente como "Rei da Espanha". Além deste título, a Constituição permite o uso de outros títulos históricos relacionados à monarquia espanhola, sem especificá-los. Esta disposição foi reiterada por um decreto promulgado em 6 de novembro de 1987, que trata dos títulos dos membros da família real. Desde sua abdicação em 2014, o Rei Juan Carlos manteve, por cortesia, o título de rei e o tratamento de "Sua Majestade" que possuía durante seu reinado. Da mesma forma, conserva seu posto militar na reserva.

### Brasão
A descrição heráldica do brasão de armas do Rei da Espanha está estabelecida na Regra número 1 do Título II do Real Decreto 1511/1977, de 21 de janeiro, que aprova o Regulamento de Bandeiras e Estandartes, Guiones, Insígnias e Distintivos.
| Brasão de Juan Carlos como Rei |